# Hipponix leptus
Hipponix leptus is een slakkensoort uit de familie van de Hipponicidae. De wetenschappelijke naam van de soort is voor het eerst geldig gepubliceerd in 2002 door Simone.